# إصابة الرباط الجانبي الزندي للإبهام
إصابة الرباط الجانبي الزندي للإبهام (يعرف أيضا باسم الإبهام المتزحلق أو إبهام مراقب الصيد)، هو نوع من الإصابة في الرباط الجانبي الزندي (UCL) من الإبهام. UCL هو تمزق في (أو حتى في بعض الحالات تمزق من) مكان ارتكازه في أقرب تشكيلة سلامية من الإبهام في الغالبية العظمى (90٪) من الحالات. وعادة تلاحظ هذه الحالة بين مراقبى الصيد أو حراس الطرائد وصائدوا الطيور الاسكتلنديين ، وكذلك الرياضيين (مثل لاعبى الكرة الطائرة). ويحدث ذلك أيضا بين الناس الذين يتلقون الصدمة على اليد الممدودة.

## الأعراض والعلامات
أعراض إبهام حارس الطرائد هي عدم استقرار مفصل MCP الإبهام، يرافقه ألم وضعف عند قبض اليد. ترتبط شدة الأعراض على مدى التمزق الأولي من UCL (في حالة من الإبهام المتزلج)، أو متى سمح للإصابة في التقدم (في حالة الإبهام حارس الطرائد ).
سمة أو علامات تشمل الألم، وتورم، و كدمة حول رانفة، وخصوصا على MCP مفصل الإبهام. يوضح الفحص البدني عدم استقرار المفصل MCP للإبهام.
فإن المريض عادة ما تصبح قدرته ضعيفة على الإمساك بالأشياء أو أداء مهام مثل ربط الأحذية أوتمزيق قطعة من الورق. وتشمل شكاوى أخرى الألم الشديد عند إمساك الإبهام على كائن، مثل عند الوصول إلى جيب البنطلون.

## التشخيص
إبهام حارس الطرائد والإبهام المتزحلق نوعان من ظروف مماثلة، وكلاهما ينطوي على عدم كفاية الرباط الجانبي الزندي (UCL) من الإبهام. الفرق كبير بين هذين الشرطين هو أن المتزلج يعتبر عموما الإبهام أن يكون حالة حادة المكتسبة بعد السقوط أو الإصابة اختطاف مماثلة إلى مشتركة السلامية (MCP)مشط اليد سلامى (تشريح) لمفصل الإبهام، بينما إبهام حارس الطرائد ويشا إليه عادة إلى أنه حالة مزمنة التي تطورت نتيجة لنوبات متكررة من فرط التبعيد للصف السفلي على مدى فترة من الزمن. إبهام حارس الطرائد هو أكثر صعوبة في العلاج لأن UCL قد تطول وتصبح أرق نتيجة الإصابة المتكررة.وهومن مؤلم نوعا ما بالمقارنة مع إصابات مماثلة.
بالإضافة إلى التزلج، هذه الإصابة (الناتجة عن اختطاف قسري وتمدد مفرط في السلامية القريبة من الإبهام) وينظر في طائفة واسعة من المساعي الرياضية الأخرى. ويبدو أن الآلية الأكثر شيوعا للإصابة تحدث عندما يمد الشخص الذراع في محاولة لمنع السقوط. الإجهاد الناجم عن الوقوع في الإبهام المخلوع ينتج قوة على مفصل MCP الإبهام، مما أدى إلى التواء أو تمزق من UCL..
في دراسة أجريت مؤخرا، فقد تسبب 49٪ من اضطرابات UCL من الإبهام بسبب الهبوط على اليد الممدودة. وشكلت الإصابات الرياضية لمعظم الإصابات المتبقية، مع نسبة 2.4٪ فقط حصلت نتيجة لإصابات التزلج.

## العلاج

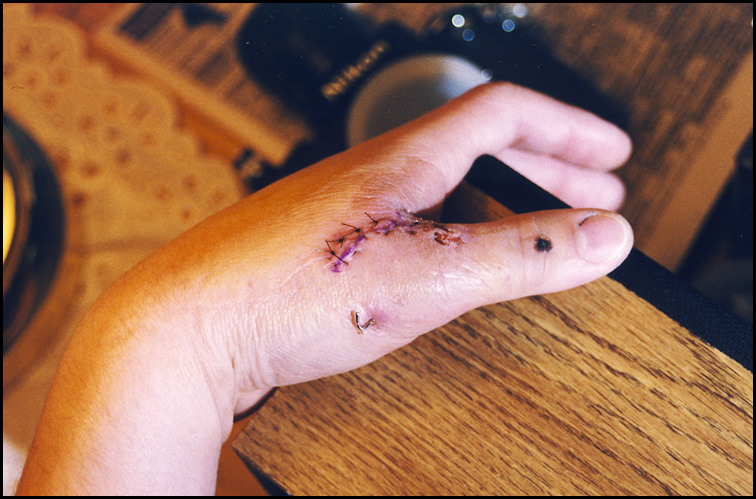
صورة بعد العمليات الجراحية لإصلاح تمزق كامل للرباط الجانبي الزندي. لاحظ K-سلك دعامة المفصل.

الرباط الجانبي الزندي هو عامل استقرار مهم للإبهام. عدم استقرار الإبهام الناجم عن اختلال UCL يضعف كثيرا الوظيفة الكلية لليد. وبسبب هذا، فمن الأهمية بمكان أن تحظى هذه الإصابات بالاهتمام والعلاج المناسب.
في معظم الحالات التي تشمل تمزق كامل، و وتر عضلي عريض من العضلة المقربة لإبهام اليد يمكن أن تتوسط بين عظام MCP المشتركة والرباط الممزق. عند حدوث هذا الشرط (يشار إليه بآفة ستينر)،لن يتم تحقق الشفاء الكافي للتمزق، إذا حدثت آفة ستينر، ويجب أن يكون تمزق كامل في الرباط الجانبي الزندي الحالي. ومع ذلك، يمكن أن تحدث آفة ستينر حتى في حالة عدم وجود تمزق في الرباط الجانبي المساعد أو اللوحة الراحية. آفة ستينر موجودة في أكثر من 80٪ من التمزقات الكاملة ل UCL من الإبهام.